# P.I.M.P.
«P.I.M.P.» es una canción del cantante estadounidense del hip hop 50 Cent, grabada para su álbum de estudio debut Get Rich or Die Tryin'. Fue escrita por 50 Cent y Mr. Porter y producida por este último, quien también es parte del sello Shady Records (Compañía del cantante estadounidense Eminem). Fue lanzada como el tercer sencillo del álbum en 2003. Se publicó también una remezcla oficial de la canción, en la que participaron Snoop Dogg, Lloyd Banks y Young Buck.
La primera remezcla de «P.I.M.P.» fue incluida en la mixtape de DJ Whoo Kid G-Unit Radio Pt.1. La canción tenía un verso y un coro para Snoop Dogg y un nuevo verso para 50 Cent. La segunda remezcla, en el que participaron G-Unit y Snoop Dogg, alcanzó el puesto 3 en el Billboard Hot 100. La canción empieza con el primer verso de la versión original, seguido por versos de Snoop Dogg, Lloyd Banks y Young Buck.

## Video musical
El video musical fue dirigido por Chris Robinson y muestra a los cuatro raperos cantando junto a varias mujeres topless, incluyendo a Adriana Sage y Francine Dee. El video debutó el 15 de julio de 2003 en Total Request Live en el puesto #9 y permaneció en la lista durante 50 días. El video fue nominado en la categoría de mejor video rap en los MTV Video Music Awards de 2004, pero perdió frente a "99 Problems" de Jay-Z.

## Otras versiones
La canción ha sido versionada por "Bacao Rhythm & Steel Band", (Mocambo, 2008).

## Listas de popularidad
| Lista (2003)                      | Posición más alta |
| --------------------------------- | ----------------- |
| Australian Singles Chart          | 2                 |
| Billboard Hot 100                 | 3                 |
| Billboard Hot R&B/Hip-Hop Songs   | 2                 |
| Billboard Hot Rap Tracks          | 1                 |
| Canadian Singles Chart            | 1                 |
| Irish Singles Chart               | 4                 |
| Listas musicales de Alemania      | 5                 |
| Listas musicales de Bélgica       | 10                |
| Listas musicales de Dinamarca     | 5                 |
| Listas musicales de Finlandia     | 10                |
| Listas musicales de Francia       | 25                |
| Listas musicales de Grecia        | 7                 |
| Listas musicales de Italia        | 10                |
| Nederlandse Top 40 (Países Bajos) | 8                 |
| New Zealand Singles Chart         | 2                 |
| Romanian Top 100 (Rumania)        | 2                 |
| Sverigetopplistan (Suecia)        | 8                 |
| Swiss Record Charts               | 4                 |
| UK Singles Chart                  | 5                 |
| VG-lista (Noruega)                | 4                 |
| Ö3 Austria Top 40                 | 12                |